# Cool (Gwen Stefani)
Cool è una canzone della cantante statunitense Gwen Stefani. È il quarto singolo estratto dall'album Love. Angel. Music. Baby. del 2004. La canzone scritta da Gwen Stefani e Dallas Austin, riprende lo stile musicale degli anni ottanta. 
Cool è la storia della fine dell'amore di due amanti, che però rimangono buoni amici nonostante tutto. I media hanno facilmente tracciato un parallelo fra il testo della canzone e la storia d'amore della sua autrice con Tony Kanal, componente con lei del gruppo No Doubt.

## Video musicale
Il video di Cool è stato girato dalla regista Sophie Muller sul lago di Como, e le immagini seguono molto fedelmente il testo della canzone.
La grande dimora in cui la cantante accoglie i suoi due ospiti è Villa Erba, appartenuta fra gli altri a Luchino Visconti ed alla sua famiglia, oggi polo fieristico e centro congressi. Anche il portale della Villa Monastero di Lenno e la Villa del Balbiano compaiono nel filmato.
Vediamo la cantante Gwen Stefani, in compagnia dell'ex fidanzato (interpretato da Daniel González) e la sua nuova ragazza (interpretata da Erin Lokitz, fidanzata di Tony Kanal). I tre sembrano divertirsi insieme, senza alcun imbarazzo, ma a queste sequenze si alternano altre in cui vediamo flashback della relazione fra la Stefani e l'ex-compagno, ed altre in cui la cantante sembra piuttosto triste. Nonostante nel testo della canzone la Stefani affermi di sentirsi "cool", nel video viene mostrato il suo reale stato d'animo. Cool è il primo video in cui non compaiono le Harajuku Girls.

## Tracce
- Australian/Canadian/European CD-Single

1. Cool (Album Version) - 3:09
2. Cool (Photek Remix) - 5:49
3. Hollaback Girl (Dancehollaback Remix by Tony Kanal) - 6:52
4. Cool (Video) - 4:06

- U.S. Digital Download

1. Cool (Photek Remix) - 5:49
2. Cool (Richard X Remix) - 6:37

## Classifiche
| Classifica (2005) | Posizione più alta |
| ----------------- | ------------------ |
| Argentina         | 1                  |
| Australia         | 10                 |
| Austria           | 15                 |
| Canada            | 1                  |
| Danimarca         | 14                 |
| Paesi Bassi       | 6                  |
| Finlandia         | 18                 |
| Francia           | 32                 |
| Germania          | 20                 |
| Irlanda           | 12                 |
| Italia            | 15                 |
| Giappone          | 75                 |
| America Latina    | 12                 |
| Nuova Zelanda     | 9                  |

| Classifica(2005)                          | Posizione più alta |
| ----------------------------------------- | ------------------ |
| Norvegia                                  | 16                 |
| Filippine                                 | 2                  |
| Russia                                    | 5                  |
| Sudafrica                                 | 4                  |
| Svizzera                                  | 24                 |
| Regno Unito                               | 11                 |
| U.S. Billboard Hot 100                    | 13                 |
| U.S. Billboard Adult Contemporary         | 23                 |
| U.S. Billboard Adult Top 40               | 4                  |
| U.S. Billboard Hot Dance Music/Club Play1 | 1                  |
| U.S. Billboard Pop 100                    | 9                  |
| U.S. Billboard Top 40 Mainstream          | 9                  |